# Онуфрій (Гагалюк)

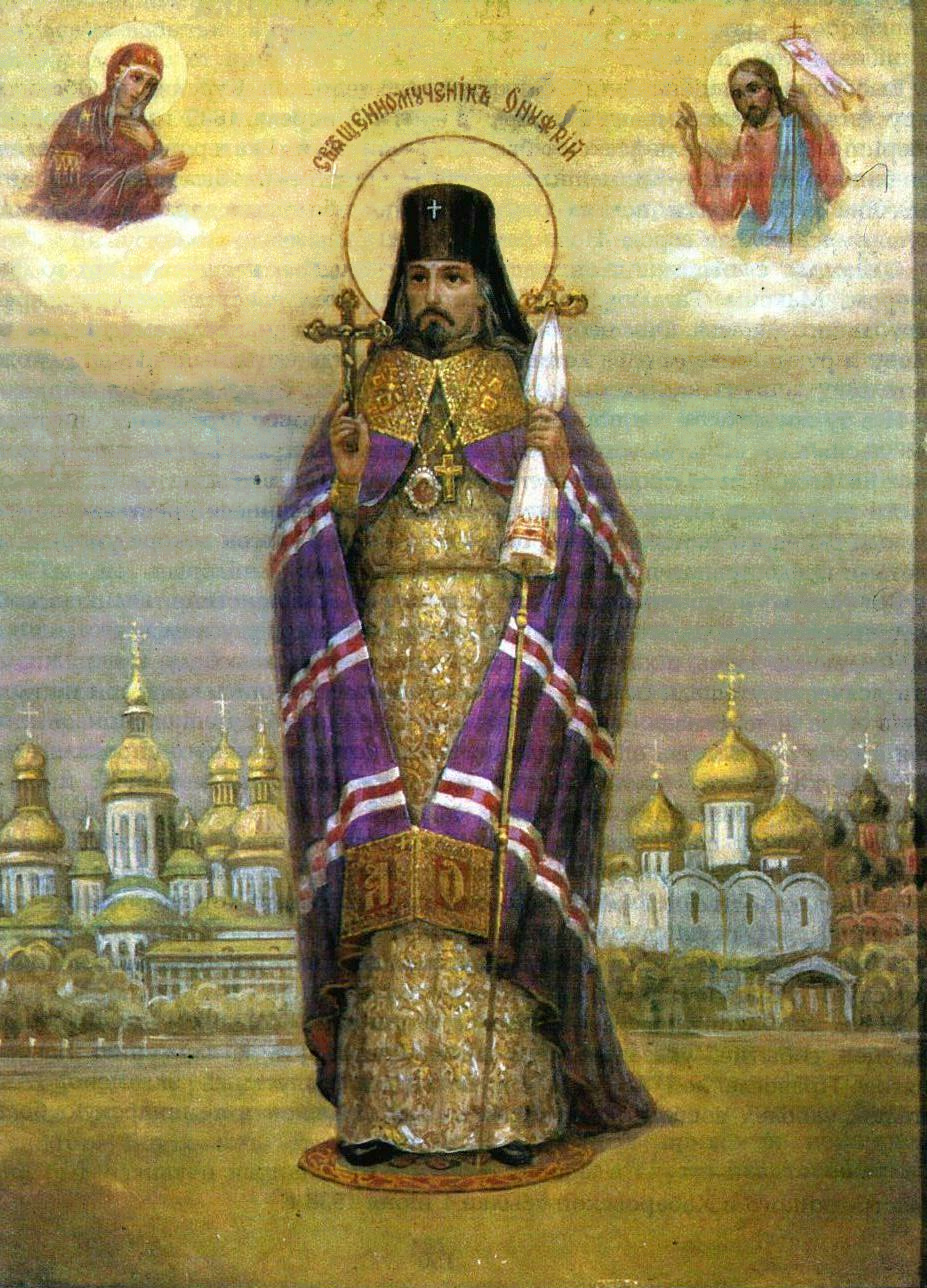
Священномученик Онуфрій (Гагалюк)

Архієпископ Онуфрій (в миру Антон Максимович Гагалюк; * 2 квітня 1889, село Посад-Ополе, Ново-Олександрійський повіт, Люблінської губернії - † 1 червня 1938, Благовещенськ, Росія) — єпископ Білгородський (1933), архієпископ Курський і Обоянський. Святитель. День пам'яті - 19 травня (1 червня).

## Дитинство
Народився 2 квітня 1889 року в Люблінської губернії. Його батько Максим був лісничим, мати Катерина (пізніше черниця Наталія) - домогосподаркою. В родині було 6 дітей - 3 хлопчики і 3 дівчинки, вся сім'я жила в невеликому дерев'яному будинку біля лісу, неподалік міста Ново-Олександрія.
У віці 5 років залишився без батька, смертельно пораненого незаконними рубачами лісу, захопленими ним на місці злочину. Вони також спалили будинок лісничого, залишивши його вдову з дітьми (Антон був старшим) без даху над головою. Був прийнятий в сирітський притулок у м. Люблін, де його мати працювала куховаркою. Тут він закінчив церковно-парафіяльну школу. Він вчився добре і тому на гроші притулку був відправлений в Холмське духовне училище.

## Освіта

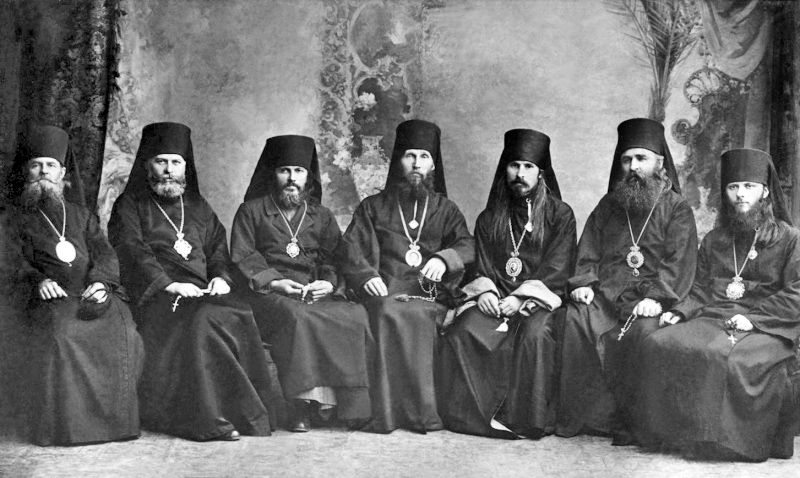
Зліва направо: єпископи Павло Кратіров, Костянтин (Дьяков), Борис (Шипулін), Євгеній Зьорнов, Онуфрій (Гагалюк), Дамаскін Цедрік, Антоній (Панкеєв). Харків 1927 рік

Закінчив Холмське духовне училище РПЦ, Холмську духовну семінарію РПЦ. Під час навчання в семінарії йому явився святий Онуфрій Великий і зцілив його від важкого запалення легень.
Під час навчання в Петербурзькій духовній академії РПЦ, при переході на 3-й курс, Антонія послали в Холмську Русь в Яблочинський Онуфріївський монастир читати лекції з богослов'я для вчителів, які прибули до монастиря. Під час цієї поїздки він захворів і був при смерті, але йому вдруге з'явився святий Онуфрій Великий і знову зцілив його. Після цього випадку остаточно вирішив присвятити своє життя чернечому служінню. У чернецтві йому було дано ім'я святого Онуфрія.
Закінчив Петроградську духовну академію РПЦ (1915) зі ступенем кандидата богослов'я (тема кандидатської роботи: «Питання про спасіння в творах Філарета (Дроздова), митрополита Московського»).

## Монах
5 жовтня 1913 року прийняв чернечий постриг з ім'ям Онуфрій, був рукоположений в сан ієродиякона, а потім у ієромонаха.
З 15 липня 1915 року - викладач Пастирсько-місіонерської семінарії при Григоріє-Бізюковському монастирі Херсонської єпархії. Під час громадянської війни монастир був розгромлений бандитами, а ієромонах Онуфрій ними викрадений. Місцеві селяни врятували його і відвезли в місто Берислав, де був настоятелем Успенського храму.
1922 - возведений в сан архімандрита і переведений в Кривий Ріг настоятелем Нікольського храму.
В цей час до Онуфрія через його брата Андрія прийшла пропозиція від "обновленського" митрополита Євдокима перейти в "обновленство". Онуфрій відмовився, не бажаючи зраджувати канонічне православ'я.

## Архієрей
23 січня 1923 року хіротонізований у єпископа Єлисаветградського, вікарія Херсонської єпархії. Через 6 днів після хіротонії був заарештований, перебував у тюрмах Єлисаветграда і Одеси. У травні 1923 року звільнений і висланий в Кривий Ріг, де працював над створенням Криворізького вікаріатства. Активно виступав проти обновленського руху, направляв послання віруючим, писав статті апологетичного, повчального та історичного характеру.
У жовтні 1923 року заарештований, відправлений до Харківської в'язниці. У січні 1924 року звільнений під підписку про невиїзд з Харкова. Продовжував викривати оновленців і вести листування зі своїми духовними дітьми і шанувальниками. Також виступав проти «григоріанського» руху, який виступав проти Патріаршої форми управління церквою і користувався, на перших порах, підтримкою влади.
У грудні 1926 року знову арештований і висланий на Північ (у Кудимкар), де владиці було заборонено читати церковні молитви в храмі під час богослужінь і співати на криласі. На засланні продовжував письменницьку діяльність. У жовтні 1928 року заарештований і поміщений у в'язницю міста Тобольська, звідки його по етапу відправили на заслання в місто Сургут на Обі, а потім у далеке село Уват. Підтримував церковно-політичний курс митрополита Сергія (Страгородського).
В кінці 1929 року переведений до Центральної Росії, обрав для проживання місто Старий Оскол, після чого митрополит Сергій заснував там нову єпархію і призначив владику єпископом Старо-Оскольським. Влада дозволила йому здійснювати богослужіння тільки в одному храмі Старого Оскола і заборонили виїжджати в райони єпархії. Його тричі виселяли з квартири. Паства дуже любила його за благочестя, молитовно-ревне служіння.
У березні 1933 року був заарештований, три місяці перебував у в'язниці міста Воронежа. С 11 серпня 1933 року - єпископ Бєлгородський, керуючий Курською єпархією. З 22 листопада 1933 року - єпископ Курський. З 30 січня 1934 року - архієпископ Курський і Обоянський. І в цій єпархії йому було дозволено служити тільки в одному храмі.
У липні 1935 року заарештований за звинуваченням у створенні контрреволюційного угруповання. Звинувачувався в тому, що занадто часто проповідував (у тому числі критикував теорію Дарвіна), надавав матеріальну допомогу звільненим з ув'язнення священнослужителям, благословляв чернечі постриги. Винним себе не визнав.
4 грудня 1935 р. засуджений до позбавлення волі строком на 10 років. Відправлений відбувати покарання на Далекий Схід, відбував покарання у радгоспі НКВД на станції Середньобіла Амурської області. Разом з ним в таборі відбували покарання й інші священики, у тому числі Віктор Костянтинович Каракулін (1887 - 7 травня 1937), який помер від непосильних робіт і причислений до лику святих у 2000 році.

## Останній арешт і мученицька кончина
27 лютого 1938 р. проти нього було порушено нову кримінальну справу, був відправлений у в'язницю в Благовєщенськ Хабаровського краю. 17 березня засуджений до смертної кари, розстріляний 1 червня 1938 року.
Разом з владикою Онуфрієм були засуджені до розстрілу і причислені до лику святих у 2000 році:
- Єпископ Антоній (Панкеєв) (1892 - 1938).
- Священник Митрофан Григорович Вільгельмський (1883 - 1938).
- Священник Іполит Миколайович Красновський (1883 - 1938).
- Священник Олександр Луппович Єрош (1884 - 1938).
- Священник Михайло Фомич Дейнеко (1894 - 1938).
- Священник Микола Олександрович Садовський (1894 - 1938).
- Священник Василь Андрійович Іванов (1876 - 1938).
- Священник Микола Костянтинович Кулаков (1876 - 1938).
- Священник Максим Петрович Богданов (1883 - 1938).
- Священник Олександр Єрофійович Саульський (1876 - 1938).
- Священник Павло Ілліч Попов (1890 - 1938).
- Священник Павло Олексійович Брянцев (1889 - 13 травня 1938, помер у в'язниці до виконання вироку).
- Псаломщик Григорій Олександрович Богоявленський (1883 - 1938).
- Псаломщик Михайло Матвійович Вознесенський (1900 - 1938), син також зарахованого до лику святих священика Матвія Вознесенського, убитого більшовиками в 1919 році.

16 березня 1990 архієпископ Онуфрій (Гагалюк) був реабілітований. Ухвалою Синоду Української Православної Церкви від 22 червня 1993 року причислений до лику місцевошанованих святих. Днем пам'яті встановлено 19 травня (за юліанським календарем). У серпні 2000 року на Ювілейному Архієрейському Соборі був канонізований у сонмі новомучеників і сповідників Російських для загальноцерковного шанування.

## Вшанування
На честь священномученика Онуфрія (Гагалюка) 2003 року був освячений храм на Соцмісті у Кривому Розі (Криворізька єпархія.) 
14 липня 2013 року в рамках святкування 1025-ліття Хрещення Русі у Кривому Розі було відкрито пам'ятник святим Онуфрію (Гагалюку) та Порфирію (Гулевичу) на Соборній площі перед Спасо-Преображенським собором. Скульптор - В. І. Токар  